# Арнулф III (Фландрия)
Арнулф III Нещастния (на немски: Arnulf III der Unglückliche; * ок. 1055; † 22 февруари 1071 при Касал) е от 1070 г. 9-и граф на Фландрия от Дом Фландрия и като Арнулф I граф на Хенегау.

## Живот
Той е големият син на граф Балдуин VI († 17 юли 1070) и Рихилда († 15 март 1086), вдовицата на графа на Хенегау Херман († ок. 1051).
През 1070 г. Балдуин VI Фландърски умира и оставя само двама млади сина. Рихилда от Хенегау поема регентството във Фландрия за малолетния Арнулф III. Против Рихилда въстава по-малкият брат на Балдуин, Роберт I Фризиец, който побеждава в битката при Касел (на 22 февруари 1071) и убива Арнулф III. Рихилда бяга в Графство Хенегау, където може да запази за нейния втори син Балдуин II (* ок. 1056, † 1098).

## Галерия
- Арнулф III Нещастния